# Nemacheilus selangoricus
Nemacheilus selangoricus es una especie de peces de la familia Balitoridae en el orden de los Cypriniformes.

## Morfología
• Los machos pueden llegar alcanzar los 5,9 cm de longitud total.

## Distribución geográfica
Se encuentra en la Península de Malaca (desde Tailandia hasta Singapur), norte de Borneo (Sabah) e Indonesia (isla Belitung ).

## Hábitat
Es un pez de agua dulce.